# Гаганов, Павел Гаврилович
Гагано́в Па́вел Гаври́лович (23 сентября [6 октября] 1904, Савельево, Киржачский район — 3 декабря 1972, Москва) — советский селекционер, оригинатор флоксов.

## Биография
Родился в селе Владимирской губернии. Родители — крестьяне Гаврила Гаганов и Наталья Иванова.
Окончил отделение гидромелиорации Сельскохозяйственной академии им. Тимирязева, где и познакомился со своей будущей женой — Анной Александровой Абросимовой. Именно ей он посвятил флокс «Аня Гаганова» (Анка) с крупными кораллово-красными цветами.
В браке родилось двое детей, Людмила и Ольга, именами которых также были названы сорта флоксов. Гаганов давал своим флоксам имена современников (Валентина Гаганова — сорт назван в честь многостаночницы-ткачихи из Вышнего Волочка), былинных и мифических персонажей (Садко, Черномор), а также давал им ассоциативные и метафоричные названия (Алые Паруса, Аэлита, Уральские сказы). Некоторые названия сортов носят литературно-поэтический характер, отражают любовь Гаганова к сказам из «Малахитовой шкатулки» Павла Бажова.
О селекционной работе Гаганова высокого мнения были профессор МГУ Нина Базилевская и немецкий селекционер Карл Форстер.
Работал в НИИ «Гидропроект», совмещая профессию инженера, специалиста в области строительства гидроэлектростанций с творческим хобби — созданием новых сортов флоксов. В «Гидропроекте» занимался анализом топографической специфики для выбора места строительства структурных элементов электростанции, активно участвовал в строительстве Волжско-Камского каскада и непосредственно в строительстве Волжской ГЭС. Участвовал в проблеме спасения осетровых пород рыбы, выступал против механических рыбоподъемников, приводящих к травмам и гибели осетровых, идущих на нерест, предлагал в качестве альтернативы строительство обводных каналов.
Создал порядка двухсот сортов флоксов, среди которых многие превосходят европейские сорта, отличаясь высокой адаптацией именно к российским природным условиям (от центрально-чернозёмного района до Дальнего Востока). Проводил работы по влиянию снежного покрова на выживаемость ростков флоксов, получивших отражение и публикации в научных журналах. Производил рассылку саженцев по всей стране, тем самым производя практическое испытание своих сортов в различных климатических условиях (в том числе, Сибири и Дальнего востока).
Учеником Гаганова стал селекционер Юрий Репрев. На основе ряда сортов Гаганова он создал свои собственные сорта. В 1984 году Репрев создал сорт флокса «Памяти Павла Гаганова».
Был действительным членом «Общества охраны природы» СССР.
Скончался от рака правой почки. Похоронен на Черкизовском кладбище.

## Сорта флоксов селекции П. Г. Гаганова
| №  | Фото | Русское название сорта | Международное название сорта | Год  | Классификация      |
| -- | ---- | ---------------------- | ---------------------------- | ---- | ------------------ |
| 1  |      | Агафоныч               |                              |      |                    |
| 2  |      | Алеша Попович          |                              |      |                    |
| 3  |      | Альбатрос              |                              |      |                    |
| 4  |      | Андрейка               |                              |      |                    |
| 5  |      | Анкатор Джус           |                              |      |                    |
| 6  |      | Аня Гаганова           |                              | 1935 |                    |
| 7  |      | Анюта                  |                              |      |                    |
| 8  |      | Арктика                |                              |      |                    |
| 9  |      | Аэлита                 |                              |      |                    |
| 10 |      | Ботаник Н. Павлов      |                              |      | 4-4,5; 65; СП.     |
| 11 |      | Валентина Гаганова     |                              | 1956 | 4.5; 65. С.        |
|    |      | Вирсавия               |                              | 1958 | 3.5; 70; СР.       |
|    |      | Дракон                 | Drakon                       | 1958 | 4.0; 80-90; С.     |
|    |      | Дымчатый коралл        |                              | 1935 | 4.0-4.5; 65-75; С. |
|    |      | Иван-Заря              | Ivan-Zarya                   | 1958 | 3.8; 90; СР.       |
|    |      | Карл Форстер           | Karl Foerster                | 1958 | 4.5; 80-90; СП.    |
|    |      | Октябрь                |                              | 1967 |                    |
|    |      | Оленька                |                              | 1938 | 3.7; 85-90; С.     |
|    |      | Успех                  |                              | 1937 | 4.0; 70. С.        |
|    |      | Уральские сказы        | Uralskie Skazi               | 1953 |                    |